# Томаш Ступала
Томаш Ступала (словац. Tomáš Stúpala, нар. 	5 травня 1965, Братислава) — чехословацький та словацький футболіст, який виступав на позиції захисника.

## Клубна кар'єра
Ступала розпочав свою кар'єру в клубі «Слован» з рідного міста Братислава, а з 1985 року проходив військову службу в армійській команді «Дукла» (Банська Бистриця). Два сезони він представляв кольори цього клубу, а потім повернувся до «Слована». У сезоні 1991/92 виграв з ним чемпіонат Чехословаччини. З сезону 1993/94 грав зі «Слованом» у першій словацькій лізі і три рази вигравав титул чемпіона Словаччини (1993/94, 1994/95, 1995/96). Також із братиславцями Ступала вигравав Кубок та Суперкубок Словаччини. Всього за кар'єру провів 307 матчів у чехословацькій та словацькій вищих лігах і забив 1 гол. Також Ступала зіграв у 8 матчах Кубка європейських чемпіонів, у 4 матчах Кубка володарів кубків і у 2 поєдинках Кубка УЄФА.
Завершував кар'єру у аматорських клубах «Святи Юр» та «Томашов», після чого працював тренером у ряді невеликих словацьких команд, а також був помічником головного тренера у молодіжній команді «Слована».

## Виступи за збірні
За збірну Словаччини Ступала дебютував 2 лютого 1994 року в товариському матчі проти Об'єднаних Арабських Еміратів (1:0) у історичному першому матчі новоствореної збірної. У своїй кар'єрі він грав серед інших у відбіркових матчах до чемпіонату Європи 1996 року, але у фінальну стадію турніру словаки не пробились. У збірній Словаччини за два роки провів загалом 14 матчів.

## Досягнення
- Чемпіон Чехословаччини (1): 1991/92
- Чемпіон Словаччини (3): 1993/94, 1994/95, 1995/96
- Володар кубка Словаччини (2): 1993/94, 1996/97
- Володар Суперкубка Словаччини (3): 1993, 1994, 1996